# Pont gran Hayase
El pont gran Hayase (en kanji: 早 瀬 大橋, en hiragana: は や せ お お は し en romaji: Hayase Ōhashi) és una estructura que serveix d'unió entre l'illa de Nomi i l'illa de Kurahashi, ambdues ubicades al centre de la Badia d'Hiroshima en la regió de Chūgoku del Japó.

## Etimologia
El nom japonès prové de la unió de quatre kanjis separats en dos grups diferenciats. El primer grup, ve a indicar el nom del pont, que és "Hayase". Es tracta d'un nom compost fruit de la unió entre dos kanjis, que en unir-se formen la paraula "ràpids" o "corrent ràpida".
- El primer kanji és 早[1] (en hiragana: は や, en romaji: ha · ya = haya), un jōiō kanji que significa, en aquest context, "ràpid".
- El segon kanji és 瀬[1] (en hiragana: せ, en romaji: se), un jōiō kanji que significa, en aquest context, "corrent d'aigua".

En el segon grup, tenim "Ōhashi", un altre nom compost que alhora, també és un cognom japonès molt comú que significa "pont gran".
- El primer kanji és 大[1] (en hiragana: お お, en romaji: ō), un jōiō kanji de primer grau amb molts significats, i en aquest context, seria "gran".
- El segon kanji és 橋[1] (en hiragana: は し, en romaji: ha · shi) 1 jōiō kanji de tercer grau que significa "pont".

## Història
El pont, amb 623 metres de longitud i una alçada màxima de 30 metres sobre el nivell del mar, va ser inaugurat el 28 d'octubre de 1978 després molta pressió veïnal durant anys per millorar la qualitat de vida de la zona esdevenint la primera i única connexió terrestre que va aconseguir tenir l'illa de Nomi amb la resta del continent japonès, sent un revulsiu per a l'economia de l'illa més gran de tota la badia d'Hiroshima, més encara, quan l'illa amb la qual enllaça, Kurahashi, ja va fer el mateix després d'inaugurar el pont Ondo una dècada abans, connectant la segona illa més gran de la badia amb l'illa mare, Honshū.
L'autovia que connecta amb les dues illes i que transcorre pel pont gran Hayase, és la Route 487, una autovia de 50 km que du des de les illes de la badia d'Hiroshima fins Kure, Hiroshima i Minami.

## Estructura
Es tracta d'un pont d'armadura amb una superestructura portant d'acer composta per un embull d'elements connectats formant unitats triangulars. Té dos pilars principals que s'alcen sobre les aigües del la badia d'Hiroshima i tres pilars secundaris a l'inici i tres més a la fi del mateix. Posseeix una llargada de 623 metres i una amplada de 9,5 metres, dels quals útils són 5 metres que estan destinats al pas de vehicles i 3 metres de pas de vianants. A causa del trànsit marítim que hi ha a aquesta zona, es va elevar l'altura fins als 30 metres que arriba al seu punt màxim de la plataforma i 6 metres més fins al punt més alt de l'estructura que envolta la plataforma. El punt més profund de les aigües que creua arriba als -20 metres. Un cop finalitzada, tota l'estructura principal que conforma la gàbia de suport metàl·lica es va pintar de color verd enciam.

Detalls de l'estructura del pont:
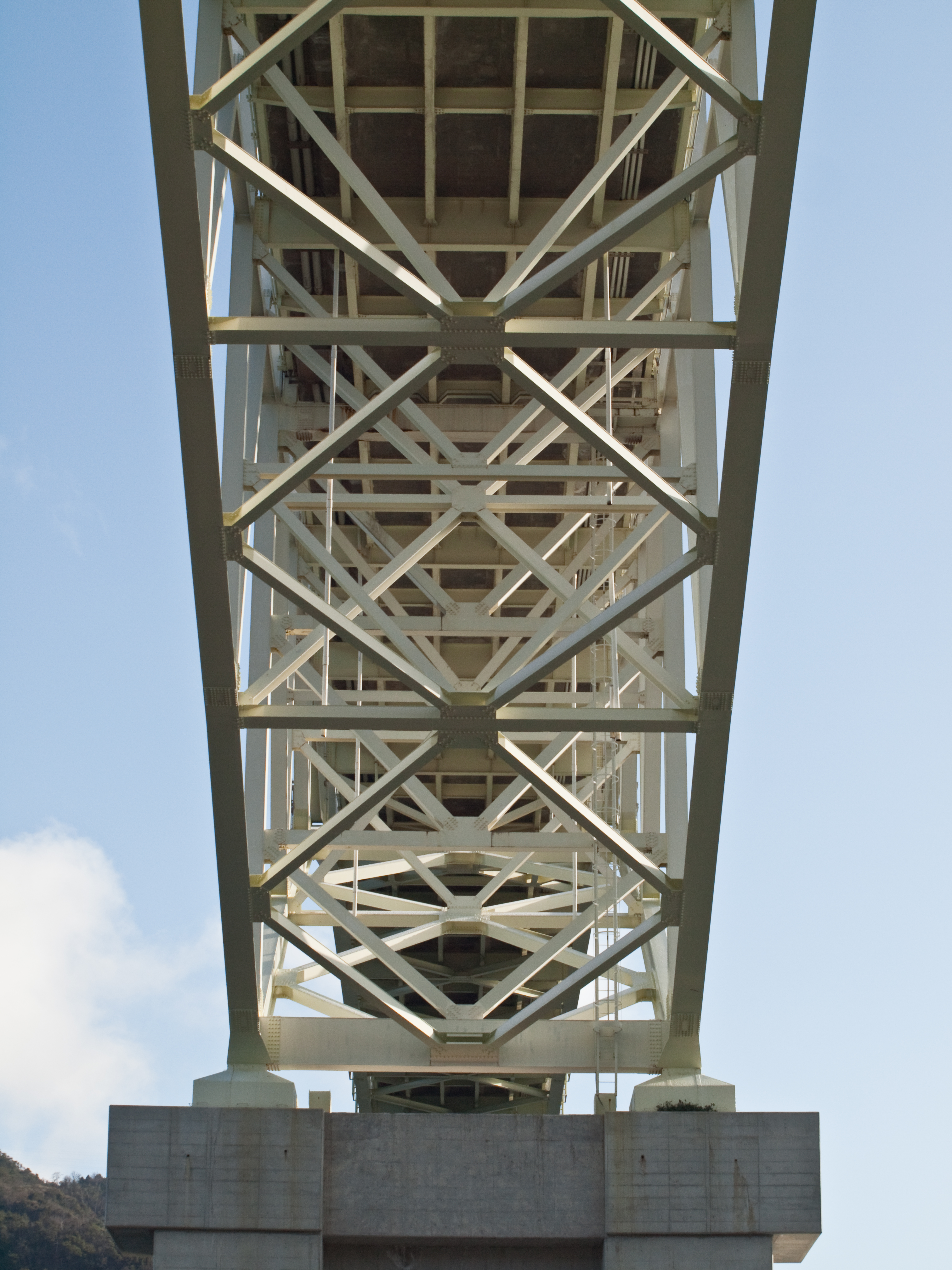
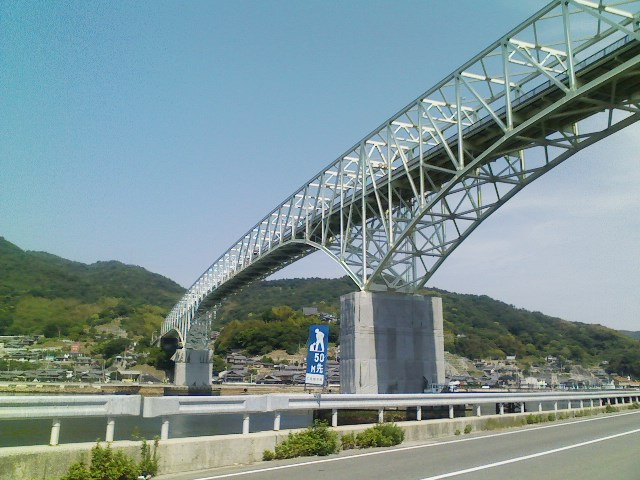
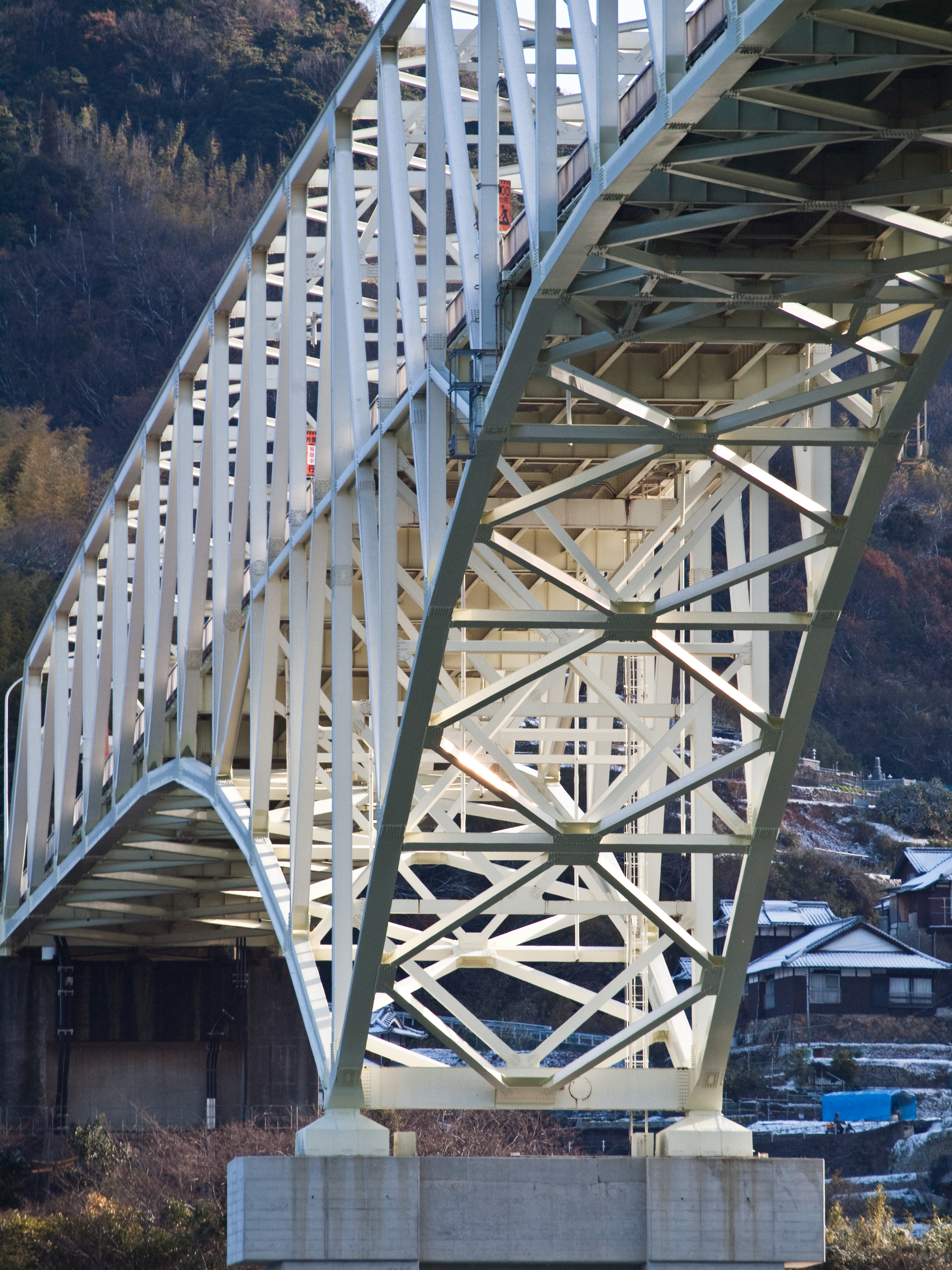